# Masters de Portugal
El Masters de Portugal es un torneo masculino de golf que se disputa en el Oceânico Victoria Golf Club en Vilamoura, Portugal desde el año 2007. Forma parte de la European Tour y se celebra a mediados o fines de octubre. La bolsa de premios de 3 millones de euros del Masters de Portugal lo hace uno de los más importantes de Europa Continental.

## Ganadores
| Año  | Golfista           | Golpes    |
| ---- | ------------------ | --------- |
| 2007 | Steve Webster      | 263 (−25) |
| 2008 | Álvaro Quirós      | 269 (−19) |
| 2009 | Lee Westwood       | 265 (−23) |
| 2010 | Richard Green      | 270 (−18) |
| 2011 | Tom Lewis          | 267 (−21) |
| 2012 | Shane Lowry        | 270 (−14) |
| 2013 | David Lynn         | 266 (−18) |
| 2014 | Alexander Lévy     | 124 (−18) |
| 2015 | Andy Sullivan      | 261 (−23) |
| 2016 | Pádraig Harrington | 261 (−23) |
| 2017 | Lucas Bjerregaard  | 264 (−20) |
| 2018 | Tom Lewis          | 262 (−22) |
| 2019 | Steven Brown       | 267 (−17) |
| 2020 | George Coetzee     | 268 (−16) |
| 2021 | Thomas Pieters     | 265 (−19) |
| 2022 | Jordan Smith       | 254 (−30) |